# Municipio de Chapin
El municipio de Chapin (en inglés: Chapin Township) es un municipio ubicado en el condado de Saginaw en el estado estadounidense de Míchigan. En el año 2010 tenía una población de 1060 habitantes y una densidad poblacional de 16,6 personas por km².

## Geografía
El municipio de Chapin se encuentra ubicado en las coordenadas 43°10′2″N 84°20′11″O / 43.16722, -84.33639. Según la Oficina del Censo de los Estados Unidos, el municipio tiene una superficie total de 63.84 km², de la cual 63,83 km² corresponden a tierra firme y (0,01 %) 0,01 km² es agua.

## Demografía
Según el censo de 2010, había 1060 personas residiendo en el municipio de Chapin. La densidad de población era de 16,6 hab./km². De los 1060 habitantes, el municipio de Chapin estaba compuesto por el 96,7 % blancos, el 0,09 % eran afroamericanos, el 0,75 % eran amerindios, el 0,19 % eran asiáticos, el 0,75 % eran de otras razas y el 1,51 % eran de una mezcla de razas. Del total de la población el 2,55 % eran hispanos o latinos de cualquier raza.